# پروریج‌آباد
پروریج‌آباد، روستایی است از توابع بخش کلیجان‌رستاق شهرستان ساری در استان مازندران ایران.

## جمعیت
این روستا در دهستان تنگه سلیمان قرار داشته و براساس آخرین سرشماری مرکز آمار ایران که در سال ۱۳۸۵ صورت گرفته، جمعیت آن ۲۸۳نفر (۷۸خانوار) بوده‌است.

## خاستگاه نامگذاری
در گذشته پروریج‌آباد واقع در شمال دودانگه بود. از آن سو، درجنوبی‌ترین نقطهٔ دودانگه روستایی به نام پرور جای داشت که از دید نام‌گذاری همانندی فراوانی با پروریج‌آباد داشت. امروزه بر پایهٔ تقسیمات جدید هر دوی این روستاها از دودانگه جدا شده‌اند ولی گمانه‌زنی‌هایی که دربارهٔ خاستگاه نام‌گذاری پروریج‌آباد وجود دارد احتمال وجود پیوند تاریخی میان این دو روستا را نیرو می‌بخشد.
گمان نخست:
برخی بر این باورند که شماری از پروری‌ها که کار اصلی‌شان دامداری بود از روستای خود کوچ نمودند و در پروریج‌آباد ماندگار شدند. چون در زبان مازندرانی «یج» برای نسبت به کار می‌رود، (مانند یوشیج به معنی اهل یوش  ، سورتیج به معنی اهل سورت کلمیج به معنی اهل کلیم) مکان جدید که کوچندگان پروری در آن ماندگار شدند به «پروریج‌آباد» آوازه یافت.
گمان دوم:
برخی دیگر را گمان بر این است که در گذشته مردمانی از روستای پرور به مکان کنونی پروریج‌آباد کوچ کرده و کسان دیگری هم از روستای وری چهاردانگه به این منطقه کوچیدند که نتیجتاً پس از مدتی با هم آمیختند و واژهٔ  پروریج‌آباد پدید آمد.